# Mum (serie televisiva)
Mum è una serie televisiva britannica ideata da Stefan Golaszewski per BBC Two.
Nel mese di ottobre del 2017, la serie viene rinnovata per una seconda e una terza stagione.

## Trama
La serie si basa sulla vedova Cathy, di 59 anni e sulla sua famiglia, durante l'anno successivo alla morte del marito. Ogni episodio è ambientato nella casa di Cathy e ospita il suo amico di supporto Michael e la sua famiglia: il figlio Jason e la sua fidanzata Kelly, il fratello di Cathy, Derek e la sua nuova partner Pauline e i suoceri di Cathy.

## Personaggi e interpreti
- Cathy Bradshaw, interpretata da Lesley Manville
- Michael, interpretato da Peter Mullan
- Jason, interpretato da Sam Swainsbury
- Kelly, interpretata da Lisa McGrillis
- Pauline, interpretata da Dorothy Atkinson
- Derek, interpretato da Ross Boatman
- Reg, interpretato da Karl Johnson
- Maureen, interpretata da Marlene Sidaway

## Episodi
Tutti i titoli degli episodi prendono il nome da un mese del calendario.

### Prima stagione (2016)
| n° | Titolo   | Diretto da     | Scritto da         | Prima TV UK    | Ascolti UK |
| --- | -------- | -------------- | ------------------ | -------------- | ---------- |
| 1 | January  | Richard Laxton | Stefan Golaszewski | 13 maggio 2016 | 1.37       |
| La famiglia di Cathy si riunisce a casa sua il giorno del funerale di suo marito.                                 |          |                |                    |                |            |
| 2 | February | Richard Laxton | Stefan Golaszewski | 20 maggio 2016 | 1.19       |
| È il primo San Valentino di Cathy senza il marito, e la sua famiglia si fa avanti per mantenere la sua compagnia. |          |                |                    |                |            |
| 3 | May      | Richard Laxton | Stefan Golaszewski | 27 maggio 2016 | 0.82       |
| La famiglia aiuta Cathy a svuotare il garage.                                                                     |          |                |                    |                |            |
| 4 | August   | Richard Laxton | Stefan Golaszewski | 3 giugno 2016  | 0.80       |
| Cathy si prepara ad andare a pranzo con un nuovo amico.                                                           |          |                |                    |                |            |
| 5 | October  | Richard Laxton | Stefan Golaszewski | 10 giugno 2016 | 0.87       |
| Kelly è preoccupata di trasferirsi in Australia, mentre Michael e Derek si stanno riprendendo da una serata.      |          |                |                    |                |            |
| 6 | December | Richard Laxton | Stefan Golaszewski | 17 giugno 2016 | 0.93       |
| Cathy ospita una festa di Capodanno.                                                                              |          |                |                    |                |            |

### Seconda stagione (2018)
| n° | Titolo    | Diretto da         | Scritto da         | Prima TV UK      | Ascolti UK |
| --- | --------- | ------------------ | ------------------ | ---------------- | ---------- |
| 1 | March     | Stefan Golaszewski | Stefan Golaszewski | 20 febbraio 2018 | N/A        |
| È il 60º compleanno di Cathy e per festeggiare la famiglia esce a pranzo.                                                       |           |                    |                    |                  |            |
| 2 | April     | Stefan Golaszewski | Stefan Golaszewski | 27 febbraio 2018 | N/A        |
| È la domenica di Pasqua e Cathy e Michael hanno in programma di sgomberare la stanza di fronte. Jason e Kelly hanno altre idee. |           |                    |                    |                  |            |
| 3 | June      | Stefan Golaszewski | Stefan Golaszewski | 6 marzo 2018     | N/A        |
| È l'inizio dell'estate e Cathy ha invitato tutti in giro per un barbecue. Pauline e Derek portano la sua figlia punk, Danielle. |           |                    |                    |                  |            |
| 4 | July      | Stefan Golaszewski | Stefan Golaszewski | 13 marzo 2018    | N/A        |
| Kelly e Jason se ne vanno presto in vacanza. Michael ha avuto una brutta notte.                                                 |           |                    |                    |                  |            |
| 5 | September | Stefan Golaszewski | Stefan Golaszewski | 20 marzo 2018    | N/A        |
| Maureen è in ospedale. Cathy vede Michael per la prima volta da mesi.                                                           |           |                    |                    |                  |            |
| 6 | November  | Stefan Golaszewski | Stefan Golaszewski | 27 marzo 2018    | N/A        |
| Cathy sta avendo un falò. Michael va avanti, ma Cathy ha qualcosa da dirgli.                                                    |           |                    |                    |                  |            |

## Produzione
Le riprese sono state effettuate al West London Film Studios a Hayes, Hillingdon.

## Distribuzione
A livello internazionale, la serie è stata presentata per la prima volta su BBC First l'11 ottobre 2016. In Nuova Zelanda va in onda su TVNZ 1 dal 20 luglio 2016.
Non è andata in onda in Italia.

## Premi
- 2017 - British Academy Television Craft Awards[8]
  - Miglior sceneggiatura per una serie commedia a Stefan Golaszewski